# 江口站 (日本)
江口站（日语：／ Eguchi eki */?）是一位於日本德島縣三好郡東三好町、隸屬於四國旅客鐵道（JR四國）的鐵路車站。車站編號為B20。現時只停靠普通列車。

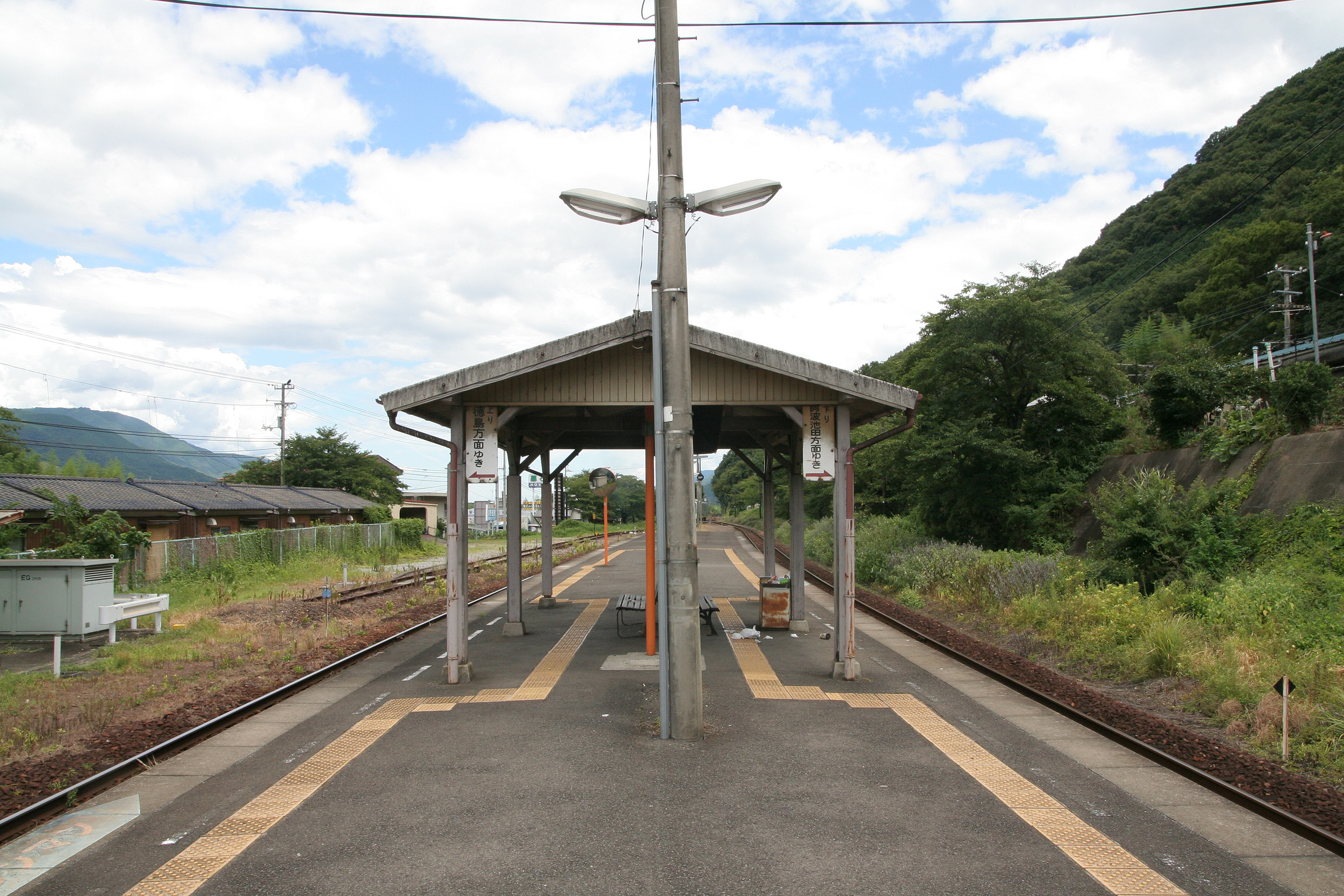
月台（2008年8月）

## 車站構造
本站設有單層簡易站舍一座，為第2代站房，左側為儲物室，中央為玄關口、候車室及閘口、右側為站外洗手間及小商店。過往小商店營業時會代售車票，但自2007年3月1日結業後，一直也沒有新的租客，車票委託也停止，同時亦沒有裝設自動售票機，乘客需要直接在列車上取票及下車時付款。
設有島式月台1座，提供1面2線的配置，有效長度為4輛，但連同延伸部份則可達6輛。本站不設月台編號，只以行車方向來區份。月台上設有約半節車廂長度的有蓋候車亭及候車座椅，但與隧道出入口並不連接。
設計上與予讚線上的伊予大平站或予土線的土佐大正站、土佐昭和站及十川站的設計相同，由於路軌及月台設於經開削及平整後的斜坡上，因此在斜坡底部開鑿一條隧道，再以梯級連接至月台末端向三加茂站方向。兩邊月台採用Y型轉轍器，所以列車全以靠左方式進站。
而上行月台旁邊則設有1條側線軌道，為過往貨物列車停泊的地方，路軌盡頭為貨車上落貨處。

### 月台配置
| 月台                | 路線    | 方向 | 目的地         | 備註 |
| ------------------- | ------- | ---- | -------------- | ---- |
| 靠近站舍            | ■德島線 | 上行 | 穴吹、德島方向 |      |
| 靠近山邊 (遠離站舍) | ■德島線 | 下行 | 阿波池田方向   |      |

## 歷史
- 1914年3月25日：開業。
- 1987年4月1日：日本國鐵分割民營化，車站的營運由JR四國繼承。
- 2007年3月1日：因車站商店結業，車票委託化終止。

## 相鄰車站
四國旅客鐵道（JR四國）
■德島線
阿波半田（B19）－江口（B20）－三加茂（B21）